# Isola del Porco
L'isola del Porco è un'isola del mar Tirreno situata a ridosso della costa nord-orientale della Sardegna a circa 500 metri ad ovest dell'isola di Caprera. Appartiene amministrativamente al comune di La Maddalena e si trova all'interno del parco nazionale dell'Arcipelago di La Maddalena.